# Mitridat Krest
Mitridat Krest (starogrško Μιθριδάτης ό Χρηστός, latinizirano: Mithridátes ó Hristós, dob. 'Mitridat Dobri'), je bil princ in sovladar Pontskega kraljestva, * ni znano, † 115 pr. n. št.-113 pr. n. št.  
Krest je bil grško-perzijskega porekla. Bil je drugi sin pontskega kralja Mitridata V. Pontskega in kraljice Laodike VI. Oče je bil okoli leta 120 pr. n. št. na razkošnem banketu v Sinopu zastrupljen. Svoje kraljestvo je v oporoki zapustil skupni vladavini svoje žene, najstarejšega sina Mitridata VI. in Mitridata Kresta. Ker sta bila oba sinova  mladoletna, je kraljestvu vladala njuna mati kot regentka. Krestu je dajala prednost pred njegovim starejšim bratom. 
Leta 116/115 pr. n. št. je Kresta in brata počastil Dionizij, gimnaziarh na grškem otoku Delosu. V Atenah je ohranjeno posvetilo bratoma kot priznanje za njuno pomoč atenskim mornarjem in trgovcem.
Mitridat VI. je pred zaroto svoje matere pobegnil in se skril. Med letoma 116 pr. n. št. in 113 pr. n. št. se je iz skrivališča vrnil v Pontsko kraljestvo in bil pozdravljen kot kralj. Svojo mater in Kresta je odstranil s prestola in postal edini vladar Pontskega kraljestva. Kot tak je pokazal usmiljenje do svoje matere in brata, tako da ju ni usmrtil, vendar je oba zaprl.  Laodika je umrla v zaporu naravne smrti, za Kresta pa ni jasno, ali je tudi on umrl v zaporu zaradi naravnih vzrokov ali so mu pozneje sodili zaradi izdaje in ga usmrtili. Mitridat VI. je obema priredil kraljevski pogreb.